# Die dritte Frau
Die dritte Frau ist ein Spielfilm des Fernsehens der DDR in zwei Teilen, der im DEFA-Studio für Spielfilme von Michael Knof im Jahr 1985 fertiggestellt wurde.

## Handlung

### 1. Teil 1949 bis 1955
Die Hauptperson dieses Films ist der Neubauer Fritz Plessow, der einst als Knecht vom Großbauern Dolgenbrodt von dessen Hof vertrieben wurde, da sich eine Liebe zwischen seiner Tochter Hella und Plessow anbahnte. 
Ein halbes Jahr später heiratet Hella einen anderen Mann und heißt von nun an Frau Heinitz. Eine Woche nach der Hochzeit, im Herbst 1941, wird ihr Mann Kurt zur Wehrmacht einberufen, so dass sie sich in ihrer Ehe nur insgesamt, inklusive seiner zwei Urlaubsbesuche, sieben Wochen sehen. Heute befindet er sich immer noch im Ural in Kriegsgefangenschaft. Fritz heiratet ebenfalls und hat mit seiner Frau Elfriede 1949 zwei Jungen, von denen der Dieter neun Jahre alt ist. Gemeinsam bewirtschaften sie das, durch die Bodenreform in Deutschland, erhaltene acht Hektar große Stück Land. Zu Beginn des Films befindet sich Plessow mitten in der Heuernte, bei der auch seine Frau und seine Kinder eingebunden sind. Die Arbeit ist so anstrengend, dass Frau Plessow in die Schule gerufen wird, da Dieter im Unterricht eingeschlafen ist. Der Lehrer bittet sie, ihn etwas zu schonen, da er ihn sogar für den Besuch der Oberschule vorgesehen hat. Doch für Fritz geht die Bewirtschaftung der Felder vor, weshalb er von der Idee nichts hält, bis Dieter einen Hitzschlag erleidet. Ein Angebot des Bauern Dolgenbrodt, den Rest des Feldes mit abzumähen, lehnt er ab, da er seit seinem Rauswurf, keine Hilfe mehr von ihm annimmt.
Und doch wendet sich Plessow noch einmal mit der Bitte um einen Traktor an Dolgenbrodt, da die vier Traktoren der MAS ausgefallen sind und Düngemittel für die Vereinigung der gegenseitigen Bauernhilfe abgeholt werden müssen. Doch der Großbauer lehnt diese Bitte ab, da er seinen Trecker nicht aus der Hand geben will, aber Hella bietet sich an, zu fahren. Nach dem Verladen halten sie auf dem Rückweg an der Gaststätte an, wo sich beide ein wenig erfrischen können. Dabei erzählt Hella, dass sie hier einst, frisch verliebt, einen schönen Abend hatte. Fritz erkennt sofort, um wen es geht und erinnert daran, wieso diese Verbindung keinen längeren Bestand hatte. Das Gespräch endet mit Hellas Aussage, dass Fritz ihr mit seinem Fleiß imponiert. Das nächste Mal treffen sich beide in der Stadt und Fritz bittet sie, für seine Frau ein Geburtstagsgeschenk zu kaufen, da er davon keine Ahnung hat. Auf der Rückfahrt im Bus gibt sie ihm das Geschenk und obwohl ihm die 180 Mark dafür zu teuer sind, bezahlt er es. Als Hella noch vor dem Erreichen des Dorfes aussteigt, um noch etwas zu erledigen, schließt sich Fritz an, um sie auf dem Heimweg zu begleiten, auf dem sie sich über die Vergangenheit und die Zukunft zu unterhalten.
Das nächste Mal sehen sie sich auf dem Dorffest, bei dem alle Einwohner versammelt sind. Nachdem Hellas Vater ihr verbietet, mit einem ehemaligen Mitschüler zu tanzen, fordert sie bei der nächsten Damenwahl Fritz Plessow zum Tanz auf, bei dem sie sich stark in die Augen sehen. Das ist für Dolgenbrodt der Anlass, Plessow abzuklatschen, um mit seiner Tochter weiter zu tanzen. Doch Plessow klatscht auch ihn wieder ab und droht ihm, das nicht noch einmal zu versuchen. Als ihm gesagt wird, dass seine Frau nach Hause geht, schaut er ihr hinterher und tanzt weiter. Bei einem Gespräch etwas abseits der Tanzmusik, gesteht Fritz Hanna, dass er sie noch immer liebt und mit ihr leben will, worauf sie sich nach Jahren erstmals wieder intensiv küssen. 
Einige Tage später beobachtet Plessow, wie Dolgenbrodt lebende Schweine auf einem Hof in der Stadt abliefert. Am Abend in der Dorfgaststätte treffen beide aufeinander und Fritz gibt Dolgenbodt den Rat, sich selbst beim Bürgermeister wegen des Schwarzhandels anzuzeigen, oder er würde das tun. Für Hella und ihre Mutter steht fest, dass er umgehend nach West-Berlin flüchten muss. Doch er will seinen Hof nicht verlassen. Hella geht am nächsten Morgen zu Fritz in den Stall, um ihn zu bitten, ihren Vater nicht anzuzeigen. Zuvor verlangt sie jedoch von Elfriede Plessow, die gerade eine Kuh melkt, den Stall zu verlassen, was Fritz auch gegen deren Willen durchsetzt. Zurück im Haus, eröffnet Elfriede ihrem Mann, dass sie erkennen muss, gegen Hanna keine Chance zu haben und deshalb mit den Kindern den Hof verlassen wird. Nach einiger Zeit kommt Elfriede noch einmal zu Fritz, um ihm zu erklären, dass der Sohn Helmut seinen Vater braucht, ohne den er nicht leben kann, weshalb sie Fritz bittet, seinen Sohn wieder aufzunehmen, was seine Zustimmung findet. 
Kurt Heinitz kommt aus der Kriegsgefangenschaft zurück und ruft mitten in der Nacht am verschlossenen Hoftor nach seiner Frau Hella. Als sein Schwiegervater das Tor öffnet, muss Kurt erfahren, dass sich seine Frau bei einem anderen Mann befindet. Er geht gar nicht erst in die Wohnung, sondern wartet neben dem Tor auf Hellas Rückkehr. Nach ihrem Eintreffen verspricht er ihr, sich nicht aufhängen zu wollen und erklärt, noch viel schlimmere Sachen überlebt zu haben. Anschließend verlässt er den Hof. Für Dolgenbrodt ist nun klar, Plessow wird auf den Hof ziehen und den 60 Hektar-Hof bewirtschaften, doch der zeigt kein Interesse daran, da das Verhältnis zu Hellas Vater immer noch völlig zerrüttet ist und auch ein persönliches Gespräch daran nichts ändert. Obwohl es Hella schwerfällt, auf den Hof ihrer Eltern zu verzichten, willigt sie trotzdem ein, Fritz Plessows Frau zu werden. Es dauert nicht mehr lange und Hella erwartet ein Kind, worauf sich beide freuen. Doch dann stirbt ihre Mutter und als sie sich von ihr verabschieden will, verschließt ihr Vater vor ihren Augen die Hoftür. Hella regt sich so darüber auf, dass sie zusammenbricht und eine Fehlgeburt erleidet. Da sie deshalb im Krankenhaus liegt, kann sie nicht an der Beisetzung ihrer Mutter teilnehmen und bittet ihren Mann, das an ihrer Stelle zu tun. Obwohl er sich während der Trauerfeier neben seinen Schwiegervater setzt, der zuvor auf Anraten des Pfarrers erneut und wieder vergeblich eine Versöhnung mit Plessow versucht hat, kommen beide nicht zusammen.

### 2. Teil 1955 bis 1958
Als die Mitglieder der LPG in der Dorfgaststätte lieber einen 50. Geburtstag feiern, statt das Getreide zu ernten, bringt Plessow als Bauer dafür kein Verständnis auf und unterbindet das weitere Fest. Das hinterlässt beim Bürgermeister Reinhold Gerstung einen solch starken Eindruck, dass er ihn gleich als LPG-Vorsitzenden werben will. Aber auch Hella will ihn werben, endlich gemeinsam den Hof ihres Vaters zu bewirtschaften, was er aber weiterhin ablehnt, obwohl es Dolgenbrodt allein nicht mehr schafft. Doch Hella entscheidet sich endgültig, ihren Vater zu unterstützen und dafür den Hof ihres Mannes zu verlassen. Deshalb bietet Fritz Plessow seinem Sohn Helmut an, mit dessen Freundin Marianne, der Tochter des Bürgermeisters, in die oberen zwei Zimmer des Hauses zu ziehen, damit sie auch heiraten können. Doch Marianne will nicht auf den Hof der Plessows ziehen, weswegen Fritz seinen Sohn einen Schlappschwanz nennt, der sich nicht durchsetzen kann. Auch Hella bietet den beiden, die ein Kind bekommen an, auf ihren Hof zu ziehen, erhält aber ebenso eine Absage. Selbst ihr Vater sieht ein, dass der Hof nicht mehr zu halten ist und rät Hanna, wieder zu ihrem Mann zurückzugehen. Als auch noch Helmut das Dorf und seine schwangere Freundin verlässt, beschließt Fritz auf Dolgenbrodts Hof zu ziehen.
Eines Abends steht eine im Dorf zugezogene Frau in der Tür und möchte von Hella einen Schlafzimmerschrank kaufen. Da diese aber das Schlafzimmer nur komplett abgeben will, übernimmt Fritz die Verhandlungen, verkauft Hellas Schrank und lernt auf diese Weise Else, die neue Verkäuferin im Konsum-Lebensmittelgeschäft des Dorfes, kennen. 
Mitten in der Getreideernte geht zum wiederholten Mal die veraltete Technik der Dolgenbrodts kaputt, während auf dem Nachbarfeld die LPG mit einem modernen Mähdrescher arbeitet. Da für die Nacht ein Unwetter angesagt ist, geht Fritz zu dessen Fahrer und bittet ihn, den Rest seines Feldes mit abzumähen, was den Widerstand seiner Frau und seines Schwiegervaters nach sich zieht, da sie die Unterstützung durch die LPG ablehnen, während es Fritz um die Erhaltung des Korns geht. In den nächsten Tagen baut Fritz den Schrank in Elsas Wohnung auf und beide unterhalten sich anschließend noch ein wenig über den Grund, weshalb sie gerade in dieses Dorf gezogen ist. Als er danach nach Hause kommt, sitzt Helmut in der Stube, der eine Stellung als Matrose bei der Handelsmarine bekommen hat und nun nach einer Tour durch das Mittelmeer vier Wochen Landurlaub erhalten hat. Nach seiner Mutter will er nun seinen Vater besuchen, der ihn allerdings davonjagt, da Helmut seine Freundin mit dem zu erwartenden Kind hat sitzen lassen und den er außerdem dafür verantwortlich macht, dass er jetzt den Hof der Dolgenbrodts bewirtschaftet. Ein paar Tage später sieht Fritz, wie Else am Bahndamm entlangläuft und vermutet, sie wolle sich vor einen Zug werfen. Doch sie kann ihn über ihre Beweggründe aufklären, die nur etwas mit ihrer Begeisterung für Eisenbahnen zu tun haben.
1958 findet im Dorf eine Festveranstaltung zum Jahrestag der Bodenreform statt, doch Fritz Plessow, der seinerzeit mit im Bodenreformkomitee saß, will als heute größter Bauer des Dorfes, nicht daran teilnehmen. Am Abend unterbreitet ihm Hella den Vorschlag in den Westen zu gehen, um dort wieder neu anzufangen, da sie die Hoffnung hat, dass sich dann das Verhältnis zu Fritz wieder verbessern würde. Doch der bleibt auch in diesem Fall dabei, Leute nicht leiden zu können, die sich einfach davonstehlen. Er wird aus dem Dorf nicht weggehen und ihr gemeinsames Glück wird auch nicht von der Flucht abhängen. Während Hella ins Bett geht, begibt sich Fritz zur Feier in die Gaststätte, will aber nicht in den Saal gehen. Else sieht ihn am Tresen und als er ihr sagt, dass er gern mit ihr eine Flasche Bier trinken wolle, möchte sie ihn mit hineinnehmen. Doch Fritz möchte dieses Bier bei ihr zu Hause trinken. Nach dieser Nacht will Fritz am Morgen wieder auf seinen Hof, doch das Tor ist verschlossen. Er steigt auf den ersten vorbeifahrenden Trecker und drückt mit diesem das Tor mit Gewalt auf. Am Frühstückstisch erzählt Fritz seiner Frau auf Nachfrage, bei wem er die letzte Nacht verbracht hat. Nur eine Begründung sagt er nicht, da sie es nicht verstehen würde.
Von nun an verbringt Fritz seine Nächte des Öfteren bei Else, während Hella zu Hause auf ihn wartet. Als ihr Vater verlangt, dass sie ihn davonjagt, äußert sie die Hoffnung, dass sich alles wieder einrenken wird, denn sie braucht ihn zur Bewirtschaftung des Hofes. Sie sucht sogar das Gespräch mit Else, doch die besteht darauf, Fritz nicht geholt zu haben, denn er kam von sich aus. Sie gibt allerdings zu, mit diesem Mann zusammenleben zu wollen. Doch das nicht bedingungslos, wie sie ihm einige Tage später ins Gesicht sagt, als er zu ihr ziehen will. Sie will den Mann, der ihretwegen kommt und nicht einen, der wegen der häuslichen Probleme vom Hof der Dolgenbrodts wegwill. Deshalb geht Fritz an diesem Abend wieder nach Hause, wo sein Schwiegervater mit Freunden seinen 63. Geburtstag feiert. Nach seinem Eintreffen geht die Geburtstagsgesellschaft geschlossen in die Gaststätte, da sie unter sich sein möchte, denn Plessow hatte kurz zuvor einen der Großbauern angezeigt, der für den Tod mehrerer Rinder der LPG verantwortlich war und der deshalb verhaftet wurde. Seine Frau Hanna schickt er in die Gaststätte hinterher, da sie eine von denen ist und für das Denken ihres Mannes kein Verständnis aufbringt. Das ist das endgültige Ende der Beziehung von Hanna und Fritz.
Ein paar Tage später sitzt Fritz in der Gaststätte, als der LPG-Vorsitzende sich zu ihm an den Tisch setzt. Während des Gesprächs offenbart ihm Plessow, dass er in die LPG eintreten möchte und sie vereinbaren einen Termin für den nächsten Morgen im LPG-Büro. Anschließend will Fritz zu Else gehen, die jedoch nicht zu Hause ist. Doch seine Vermutung, sie am Bahndamm zu finden, trifft zu. Hier erklärt er ihr, noch einmal von vorn anfangen zu wollen. Einige Tage später erscheint der LPG-Vorsitzende bei Plessow und sagt ihm, dass der Vorstand beschlossen hat, ihm die Leitung der Abteilung Feldbau zu übertragen. Im Hintergrund ist von der Kirche im Dorf das Läuten der Totenglocke zu Ehren des alten Dolgenbrodt zu hören.

## Produktion und Veröffentlichung
Die dritte Frau wurde auf ORWO-Color gedreht und hatte seine Erstausstrahlung am 25. und 27. August 1985 im 1. Programm des Fernsehens der DDR. 
Das Szenarium stammt von Joachim Goll und für die Dramaturgie war Gerhard Jarolim verantwortlich.

## Kritik
Im Neuen Deutschland schrieb Peter Hoff:

„Die Regie des Films hatte Michael Knof übernommen, ein noch junger Regisseur, der hier seine erste eigene große Arbeit vorlegte. Er bemühte sich, den zwischenmenschlichen Vorgängen historische Größe zu geben. Deshalb stellte er die Szenen der großen dramatischen Auseinandersetzungen in weite Landschaftstotalen, dabei von der attraktiven, aber nicht genügend auf das Wesentliche der Szene hinlenkende Kameraarbeit von Jürgen Kruse unterstützt. Sie bediente die Fabel nur bedingt, distanzierte mitunter. Man verlor an Drehpunkten der Handlung zu leicht die Figuren aus dem Blick.“

In der Neuen Zeit äußerte sich Mimosa Künzel über den Autor Joachim Goll:

„Seine Figuren sind wie aus Holz geschnitzt, wirken erdgebunden, sehr ursprünglich, er gestaltet sie zu unverwechselbaren Charakteren und gibt ihnen ein starkes Innenleben, belebt sie überhaupt von innen her. Er konzentriert den Blick auf Privates, auf die jeweils ganz persönliche Erlebnissphäre seiner literarischen Gestalten und weitet ihn erst allmählich, lenkt ihn aufs Umfeld und erschließt die gesellschaftlichen, die historischen Zusammenhänge.“